# Painters Wifes Island

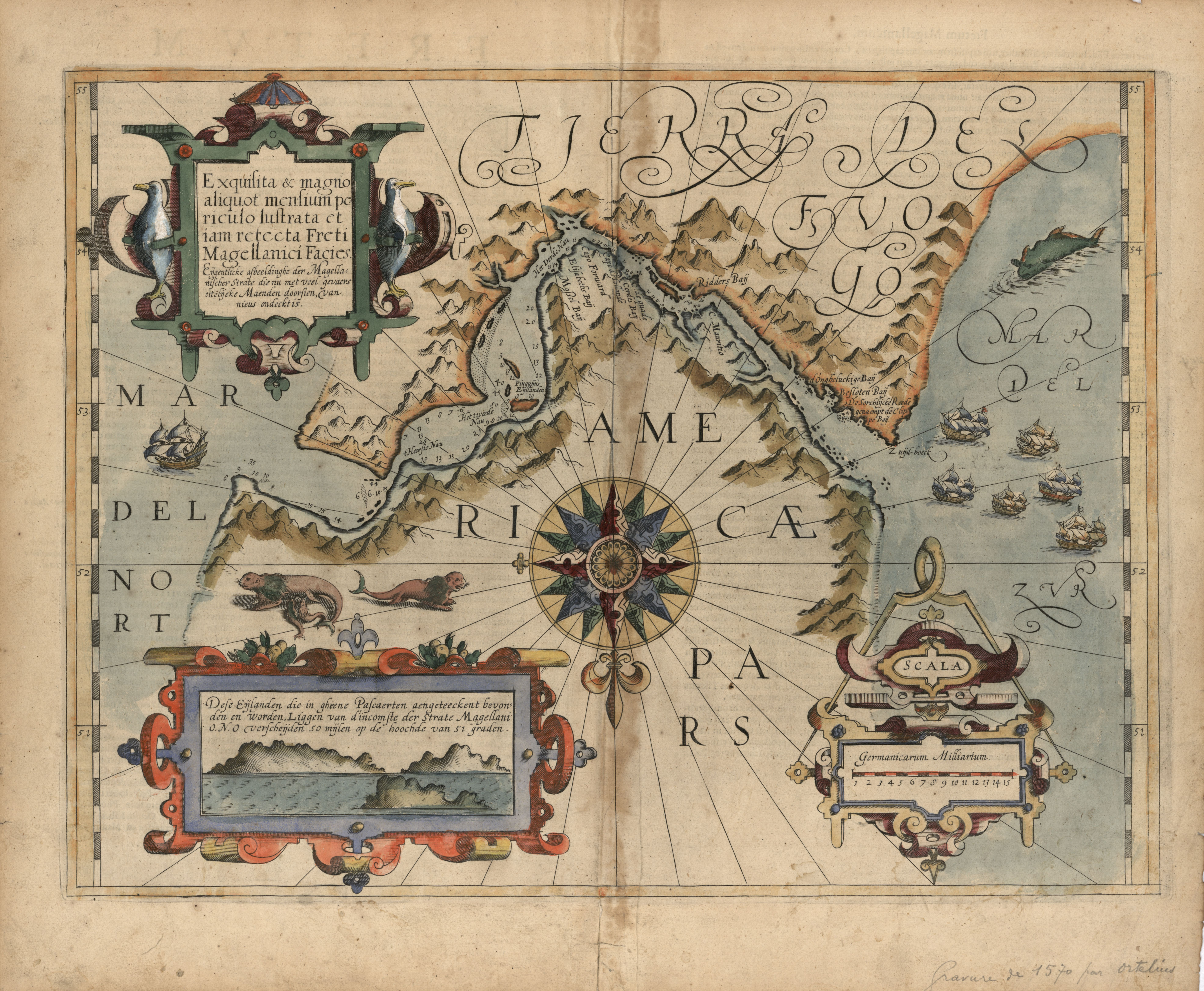
Karte der Magellanstraße von Jodocus Hondius, 1611 (Painters Wifes Island ist nicht verzeichnet)

Painters Wifes Island oder Painter´s Wives Island (deutsch: Insel der Frau des Malers oder Malerfraueninsel) ist eine Phantominsel, die in der Magellanstraße an der Südspitze des amerikanischen Kontinents liegen soll. Die Insel gibt es nicht, sie ist eine Erfindung des 16. Jahrhunderts.

## Hintergrund
Die Ereignisse, die zur Fabel von Painters Wifes Island geführt haben, stehen in engem Zusammenhang mit den Entdeckungsreisen im späten 16. und 17. Jahrhundert, der maritimen Rivalität zwischen England und Spanien in der Spätrenaissance sowie der Erweiterung deren jeweiliger Einfluss-Sphären im Pazifik. Dabei sind insbesondere zwei Akteure von Bedeutung: Sir Walter Raleigh, Günstling von Königin Elisabeth I. von England, und Don Pedro Sarmiento de Gamboa, Admiral und Gouverneur der spanischen Besitzungen an der Magellanstraße. 

## Erfindung der Insel
Den ersten Bericht über die Insel enthält Walter Raleighs monumentales, aber unvollendetes Werk: The History Of The World, In Five Books, das er während seiner Gefangenschaft von 1603 bis 1616 im Tower of London schrieb.  Eigentlich nur eine Randbemerkung, schildert er in Kapitel IV, das sich mit den assyrischen Herrschern, Babylon und Ninive befasst, die Erfindung oder Erdichtung historischer Orte anhand eines selbst erlebten Beispieles:

„To which purpose I remeber a pretty jest of Don Pedro de Sarmiento, a worthy gentleman who had been employ´d by his King in planting a colony upon the Straights of Magellan; for when I ask´d him, being then my prisoner, some question about an island in those Streights, which methougt might have done either benefit or displeasure to his enterprise, he told me merrily that it was to be called the „Painter´s Wives Island“, saying that whilst the fellow drew that map, his wife, sitting by, desired him to put inone country for her that she, in imagination, might have an island of her own. 
Zu diesem Zweck erinnere ich mich an einen netten Scherz von Don Pedro de Sarmiento, einem ehrenwerten Herrn, der von seinem König damit beauftragt worden war, eine Kolonie in der Magellanstraße zu gründen. Als ich ihm, damals mein Gefangener, eine Frage über eine Insel in dieser Straße stellte, die seinem Unternehmen meiner Meinung nach entweder von Vor- oder von Nachteil gewesen sein könnte, erzählte er mir heiter, dass sie die „Insel der Malerfrau“ heißen sollte. Er sagte, während der Bursche die Karte zeichnete, habe seine Frau daneben gesessen und ihn gebeten, ein Land für sie einzuzeichnen, damit sie sich eine eigene Insel vorstellen könne.“

Pedro Sarmiento de Gamboa, der spanische Gouverneur in Südamerika, machte sich nach der Gründung der Siedlung Rey Don Felipe, des heutigen Puerto del Hambre an der Nordküste der Magellanstraße, auf den Rückweg nach Europa. Am 11. August 1586 traf sein Schiff bei den Azoren auf drei englische Kriegsschiffe. Nach kurzem Gefecht geriet Sarmiento in Gefangenschaft und wurde nach London gebracht. Während seiner Haft begegnete er Walter Raleigh. Es entwickelte sich so etwas wie eine Freundschaft, die von gegenseitigem Respekt geprägt war, und die Kriegsgegner führten lange Gespräche. Nach einer Insel in der Magellanstraße gefragt, die einen potenziellen taktischen Vorteil zu bieten schien, erzählte Sarmiento die vorerwähnte Geschichte. Walter Raleigh setzte sich bei Königin Elisabeth für die Freilassung von Sarmiento ein, letztlich erfolgreich.

## Rezeption
Kein Kartograf scheint ernsthaft an die Existenz der Malerfraueninsel geglaubt zu haben, sie ist auf keiner der zeitgenössischen Karten – die die zahlreichen Inseln und Inselchen in der Magellanstraße nur sehr lückenhaft abbilden – eingezeichnet. Dennoch wird sie mehrfach in der Literatur erwähnt. Der englische Theologe und Historiker Peter Heylyn (* 29. November 1599; † 8. Mai 1662) schreibt in seiner Kosmografie: „Und ich fürchte, die Frau des Malers hat viele Inseln und auch einige Länder auf unseren gängigen Karten verzeichnet, die selbst bei genauerer Suche nicht wirklich zu finden sind“ (And I fear the Paimters wife hath many Ilands and some Countreys too upon the Content in our common Maps, which are not really to be found on the strictest search).
Painters Wifes Island gibt es nicht und hat es nie gegeben. Sie ist offensichtlich eine Erfindung von Pedro Sarmiento de Gamboa.